# Gebrüder Barasch

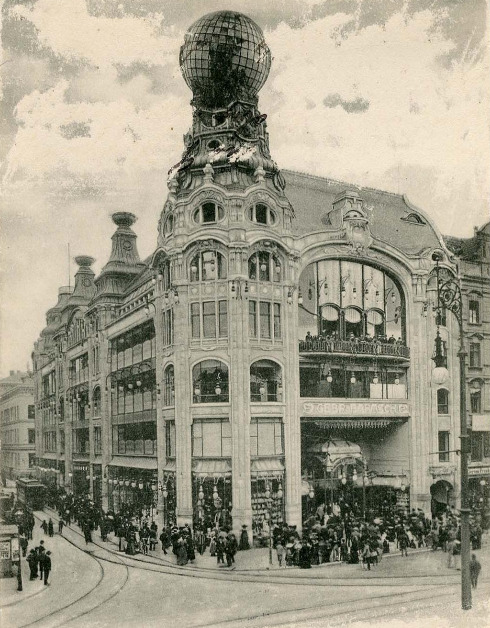
Warenhuis in Breslau, 1905

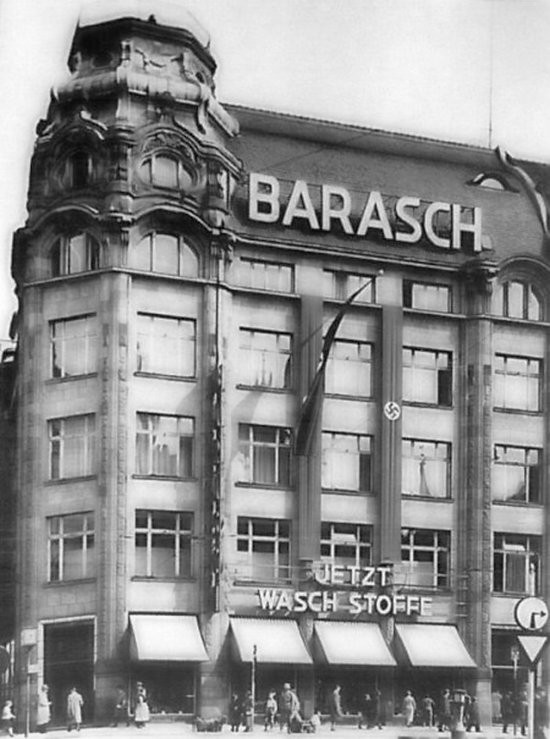
Warenhuis Barasch in Wroclaw, 1932

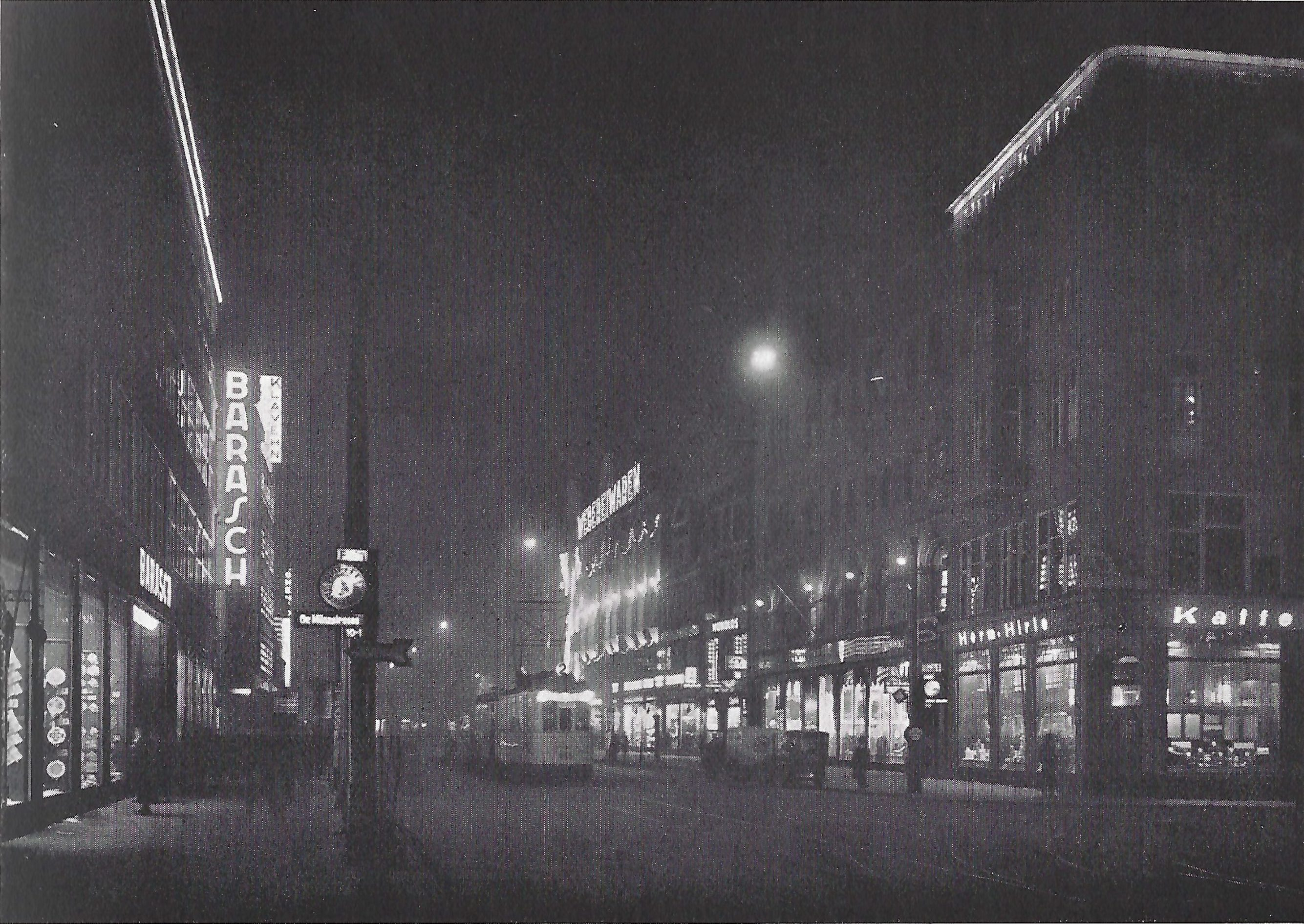
Lichtreclame voor het warenhuis Barasch in Magdeburg aan de Breiter Weg in de jaren twintig

Gebrüder Barasch was de naam van een Duitse warenhuisketen. De eigenaren waren de twee joodse kooplieden Artur Barasch en Georg Barasch.

## Vestigingen
De warenhuizen van de gebroeders Barasch bevonden zich in Gleiwitz, in Kattowitz (opgericht in 1902), in Breslau (opgericht in 1904 en geariseerd in 1936), in Magdeburg aan de Breiter Weg 149, in Beuthen in Oberschlesiën, in Braunschweig en in Konigsbergen in Pruisen. 
Tijdens de economische crisis van 1913/14 ging een warenhuis in Neiße, dat ook onder de naam "Gebrüder Barasch" geëxploiteerd werd, failliet. De eigenaar van dit warenhuis was Benno Robert. Net als in Neiße werden ook in Jauer en Waldenburg afsplitsingen opgericht als reactie op de belastingwetgeving voor warenhuizen.
De gevel van het warenhuis in Magdeburg was versierd met expressionistische schilderingen van Oskar Fischer. Het gebouw is niet behouden gebleven.

## Merken
De gebroeders Barasch verkochten onder meer een schoensmeer genaamd "Baratol"; een naam waaronder tegenwoordig het gelijknamige explosief bekend is.
De warenhuizen in Breslau en Koningsbergen hadden een “Photographisches Atelier Gebr. Barasch Breslau resp. Königsberg i/Pr.”. Als handelsmerk werd op de achterkant van de foto's een soort pilaar met de naam Barash afgedrukt tussen twee gestileerde menselijke figuren.